# Vanessa Giácomo
Vanessa Mendes da Silva Lima (Volta Redonda, 29 de março de 1983), mais conhecida pelo nome artístico Vanessa Giácomo, é uma atriz e roteirista brasileira.
Começou sua carreira como a protagonista Zuca no remake Cabocla, e em seguida interpretou Juliana em Sinhá Moça, Luciana em Duas Caras, Rosinha em Paraíso, Celeste em Morde & Assopra, Malvina em Gabriela, Aline em Amor à Vida, Tóia em A Regra do Jogo, Antônia em Pega Pega, Stela de O Sétimo Guardião e Leonor em Travessia.
Além dos trabalhos na televisão, ela também atuou em diversas produções cinematográficas, e recentemente lançou-se como roteirista no Festival do Rio ao escrever o curta-metragem Rodízio.

## Biografia e carreira
Filha de Ivonete Mendes da Silva Lima e Paulo Pereira Lima, Vanessa nasceu em Volta Redonda, no interior fluminense, em 29 de março de 1983, onde morou até os 18 anos. Apesar de não possuir raízes artísticas, Vanessa demonstrava interesse por balé e artes cênicas desde a infância, quando começou a participar do teatro amador da igreja, em sua cidade natal.
Vanessa começou a fazer teatro aos 13 anos em sua cidade natal, com Carlos Eduardo Giglio, no grupo Procênium. Foi com o mesmo diretor que ela encenou sua última peça em Volta Redonda: Valsa n° 6, de Nelson Rodrigues, em 2002. Ao alcançar a maioridade, Vanessa resolveu buscar oportunidades de profissionalizar-se na área artística, mudando-se para a capital fluminense, acompanhada, no início, de sua mãe. Inscreveu-se na Rede Globo, onde conseguiu cursar a Oficina de Atores. Nesta época fez pequenas participações em Malhação, Presença de Anita e Linha Direta, até que numa dessas participações conheceu o diretor Ricardo Waddington e ele a convidou para participar de um teste que selecionaria a intérprete de Zuca, após a recusa de Cleo Pires em reviver a icônica personagem de sua mãe Glória em Cabocla. O desempenho de Vanessa foi bem avaliado e ela desbancou outras 15 concorrentes, sendo aprovada para o papel. Ao estrear na televisão, Vanessa adotou o sobrenome artístico Giácomo, que advém do sobrenome de seu avô materno, João Jácomo, que possuía ascendência italiana.

Não acho que Vanessa vá simplesmente fazer a cabocla. Ela é a cabocla. Este é um conceito de escalação que venho perseguindo há tempos, procuro atores que possam ser os personagens, e não somente interpretá-los; adequação e não composição

Ricardo Waddington sobre a escolha de Vanessa como protagonista de Cabocla.
O perfil de Zuca, jovem interiorana e brejeira que enfrenta as convenções sociais da época para viver um grande amor agradou o público: com a participação no remake de Cabocla, Vanessa ganhou notoriedade nacional, sendo reconhecida pela personagem até os dias atuais.
Sua estreia na televisão marcou também o início da feliz parceria com o renomado novelista Benedito Ruy Barbosa, com quem trabalhou em diversos trabalhos posteriores e a exemplo do que aconteceu com o casal protagonista da versão de 1979, Fábio Junior e Glória Pires, Vanessa e Daniel de Oliveira também iniciaram um sólido romance nos bastidores das gravações de Cabocla: eles permaneceram juntos durante oito anos, tiveram dois filhos e angariaram inúmeros fãs em todo o país, além de estrelarem juntos diversas campanhas publicitárias de empresas como Havaianas, Hering e Pampers.

### 2005–10:Sinhá Moça,Paraíso,Jean Charlese outros trabalhos
Em 2005, Vanessa participa de um dos episódios da série infantil Clara e o Chuveiro do Tempo. Retorna às telenovelas em 2006 com a mesma equipe de Cabocla. No elogiado remake de Sinhá Moça, Vanessa havia sido sondada para interpretar a personagem-título, porém suas características físicas não estavam de acordo com as exigidas para a personagem. Débora Falabella ficou com o papel e Vanessa foi remanejada para outra personagem da história, a determinada Juliana. Em novembro do mesmo ano, fez sua estreia no cinema protagonizando o longa Canta Maria. Por sua participação no filme, foi indicada ao Prêmio Contigo! de Cinema.
Em 2007, esteve na minissérie de Glória Perez, Amazônia - De Galvez a Chico Mendes  e fez sua estreia no horário nobre global em Duas Caras, telenovela de Aguinaldo Silva. Sua participação na segunda encerrou-se antes do previsto por conta da descoberta da gravidez do seu primeiro filho, Raul. Luciana, sua personagem, deixou a história no capítulo 50. Ainda em 2007, participou do longa Os 12 Trabalhos. Em 2008, foi protagonista do filme luso-brasileiro A Ilha dos Escravos.
Em 2009 integrou o elenco do remake da novela Paraíso. A princípio sondada para interpretar Santinha, a protagonista da história, Vanessa foi escalada para viver a engenhosa Rosinha. Paraíso foi a sua terceira e até então última novela rural ao lado de Benedito Ruy Barbosa, autor que a lançou ao estrelato em Cabocla. Nessa mesma trama, repetiu o par romântico com Eriberto Leão, após as parcerias Sinhá Moça e Duas Caras. Alguns meses depois, também participou da novela Caras & Bocas como Miriam, a personagem entrou em cena pouco antes do término da história. Também em 2009, ganhou relevância no cinema nacional ao protagonizar o tocante Jean Charles, filme baseado no caso real envolvendo o brasileiro Jean Charles de Menezes, que foi confundido com um terrorista e morto por policiais ingleses. Giácomo também esteve no longa O Menino da Porteira, remake do original baseado na canção homônima.

### 2011–15:Morde & Assopra,Gabriela,Amor à Vida,ImpérioeA Regra do Jogo
Sua breve participação em Caras & Bocas agradou o novelista Walcyr Carrasco, que lhe convidou para viver a vilã de sua novela seguinte e a primeira de sua carreira, Morde & Assopra (2011) após as desistências das atrizes Priscila Fantin e Gabriela Duarte para o papel. Vanessa, que estava previamente escalada para interpretar a personagem Raquel na mesma novela, surpreendeu na pele da sensual Celeste, apresentando um tipo cômico e diferente das clássicas mocinhas rurais que a consagraram na TV.
Ainda em 2011, junto do seu ex marido, Daniel de Oliveira, dublou a paródia de Romeu e Julieta, a animação Gnomeu e Julieta. Nesse mesmo ano, foi protagonista do longa a A Novela das 8 ao lado de Cláudia Ohana. Concorrendo com atrizes de diversos outros países, elas venceram o prêmio de Melhor Atriz no festival gay Queer Lisboa. Também pôde ser vista como apresentadora no programa Marmita Baby, do canal da web do mesmo nome. Em 12 episódios, ela ensinava as mães a fazerem receitas para bebês e crianças.
Em 2012, participou do remake da telenovela Gabriela como a feminista Malvina, papel que foi de Elizabeth Savalla na versão original. Sua participação na trama lhe rendeu a alcunha de "Musa dos Remakes", sendo Gabriela o quarto remake em que ela integra o elenco. Para viver Malvina, a atriz declarou ter se inspirado em sua avó materna.

Sem sombra de dúvidas foi uma personagem que me deu uma maturidade como atriz. As pessoas começaram a me enxergar mais como mulher mesmo, antes não enxergavam porque eu sou muito pequena, sempre fiz mocinhas, comecei mais nova. Essa passagem de você pegar personagens mais maduros é muito difícil para qualquer atriz. Tem atrizes que já possuem idade para fazer personagens mais maduros e não fazem, porque é difícil mesmo. Mas ainda espero que me enxerguem como menina mais um tempo também, quero fazer mais mocinhas".

Vanessa Giácomo sobre sua personagem em Amor à Vida.
Em 2013 estrela a sua quarta novela consecutiva ao lado de Carrasco, tornando-se uma figura recorrente nas histórias do autor. Em Amor à Vida, ela estava escalada para interpretar a personagem Nicole, mas com a recusa da atriz Leandra Leal em interpretar a vilã Aline, Giácomo foi promovida ao status de antagonista central da história. A vilã, inspirada em Bette Davis e Barbara Stanwyck, lhe rendeu consagração nacional e um lugar fixo dentre as atrizes mais bem sucedidas da emissora, sendo elogiada por crítica e público. Por esta personagem, Vanessa faturou os reconhecimentos mais importantes de sua carreira, o Prêmio Contigo! de TV de Melhor Atriz e o Troféu Imprensa de Melhor Atriz. A antagonista representou também um desafio pessoal na vida da atriz, que iniciou as gravações logo após o falecimento da mãe. Esteve ainda no longa de Oswaldo Montenegro, Solidões.
Em 2014, Vanessa retornou ao horário nobre como Eliane, a mocinha da primeira fase de Império. Na trama de Aguinaldo Silva, Vanessa volta a contracenar com a amiga Marjorie Estiano após a parceria de Duas Caras e mais uma vez conquista a crítica especializada.
Em 2015, Giácomo protagonizou o longa Divã a 2. Na sequência do primeiro filme estrelado por Lília Cabral, ela interpretou Eduarda, uma ortopedista bem-sucedida, casada há dez anos, que decide se separar. Em março do mesmo ano, é anunciada como Tóia, a protagonista de A Regra do Jogo. Antes de ser aprovada como a substituta de Andreia Horta, que foi remanejada para outra produção, Vanessa participou de uma seleção em que concorria com diversas atrizes, dentre elas Mariana Ximenes, Carolina Dieckmann e Mariana Rios. Tóia foi a segunda protagonista da atriz em uma novela da Rede Globo e a primeira no horário nobre.

### 2016–24: Carreira de roteirista,Pega PegaeO Sétimo Guardião
Em 2016, após o término de A Regra do Jogo, anunciou um ano sabático da TV alegando necessidade de estar mais próxima da família. Por conta disso, recusou diversos convites para o cinema, como a personagem-título do remake de Dona Flor e Seus Dois Maridos, sendo posteriormente substituída por Juliana Paes. Neste mesmo ano, estreou como roteirista de cinema no Festival do Rio com o curta Rodízios, escrito em parceria com o colega Guilherme Nasraui, com quem contracenou em Morde & Assopra. No filme, Giácomo participa também como atriz. Durante a apresentação do curta, Vanessa anunciou o projeto de transformá-lo em uma série de 13 episódios e comentou sobre suas pretensões de continuar investindo na carreira de roteirista e, posteriormente, como diretora de cinema. Ainda em 2016, Vanessa lança sua própria linha de maquiagens em parceria com marca de cosméticos Essenze di Pozzi, numa clara alusão ao sucesso das maquiagens usadas em cena por sua personagem em Amor à Vida.
Em 2017 voltou às novelas em Pega Pega como a policial civil Antônia, envolvida na investigação de um assalto a um hotel de luxo. Foi a segunda vez que substituiu a atriz Andreia Horta em um elenco.
Em 2018, Vanessa interrompeu as férias no exterior para receber o Troféu Imprensa de Melhor Atriz que faturou pela vilã Aline de Amor à Vida. No mesmo ano, após ter sido cotada para as duas próximas produções da Rede Globo no horário das sete, a atriz foi confirmada em O Sétimo Guardião, a nova novela das nove da emissora carioca. No terceiro trabalho da atriz com o novelista Aguinaldo Silva, Vanessa viverá Stela, uma jovem alcoólatra.
Em dezembro de 2020, Vanessa Giácomo esteve presente na festa de Natal de Carlinhos Maia, que recebeu críticas por ter promovido aglomeração na Pandemia de COVID-19. Ao noticiar a presença da atriz na festa, o Na Telinha contrapôs com a declaração da mesma, algumas semanas antes, após ter se curado da COVID-19.: "Por mais que a ciência nos recomende cuidados para evitarmos o avanço da covid-19, acho que quando a doença chega perto da gente, todo o medo das estatísticas se materializa. Eu e meu marido adoecemos, apesar de seguirmos os protocolos da vigilância." Mais tarde, Vanessa Giácomo respondeu: "Eu fui a trabalho, sou embaixadora da marca que patrocinou o evento. Entrei de máscara, fiz as fotos e fui para o hotel, antes da música começar. Tive covid e sei da gravidade da doença."

### 2025–presente:Beleza Fatal / nova novela daSICemPortugal
Em março de 2025, durante o programa Casa Feliz na SIC, foi anunciado que Vanessa será a vilã da próxima novela do canal, viajando assim para Portugal.

## Vida pessoal
Pouco se sabe sobre a vida pessoal de Vanessa, que costuma ser bastante discreta sobre os acontecimentos de sua vida. A atriz já comentou sobre o assunto durante uma entrevista a Fátima Bernardes.
| “ | Claro que gosto de ser reconhecida nas ruas porque isso é o resultado do nosso trabalho, mas não me importo se estou na capa de uma revista. Não gosto muito de expor a minha vida pessoal porque acho que isso não pode ser maior do que o meu trabalho. E faço por amor, não para ser celebridade, amo o meu trabalho. | ” |

Sobre o trabalho, ela também já revelou a dificuldade em gravar cenas seminua.
| “ | Há quem não se importe com cenas em que é preciso mostrar o corpo, eu não. Sofro muito quando tenho que filmar de calcinha e sutiã. | ” |

Para manter o físico em dia, Vanessa pratica balé três vezes por semana.

### Primeiro casamento, filhos e separação
Em 2004, a atriz começou a namorar com o ator Daniel de Oliveira, seu par romântico em Cabocla. Em 2007 foram viver juntos. Eles têm dois filhos: Raul Lima de Oliveira, que nasceu de parto cesariana, em 21 de janeiro de 2008, em Belo Horizonte e Moisés Lima de Oliveira, que nasceu no Rio de Janeiro, também de cesariana, em 29 de maio de 2010. Oficializaram a união em uma cerimônia discreta, no Rio de Janeiro, em 2009, mas se separaram em julho de 2012. Em outubro do mesmo ano, se divorciaram. A guarda das crianças ficou com Vanessa, e Daniel visita os filhos toda semana. A dissolução do casamento foi cercada de boatos de traições de ambas as partes.
Vanessa já declarou ter uma relação amigável e feliz com o ex-marido e sua atual esposa, a também atriz Sophie Charlotte. Ambos são clicados frequentemente juntos em almoços e encontros casuais.

### Segundo casamento e nascimento de Maria
Em agosto de 2012 Vanessa começou um novo relacionamento amoroso, com um empresário do ramo futebolístico, um brasileiro de ascendência italiana chamado Giuseppe Dioguardi. Em 2014, após dois anos de namoro, mudou-se com seus filhos para a casa do namorado. Em 2013 ficaram noivos, e em agosto de 2014 anunciou estar grávida de seu terceiro filho, sua primeira menina. Oficializaram a união em dezembro de 2014, no Rio de Janeiro, pouco antes do nascimento da filha. Em 24 de janeiro de 2015 nasceu a filha do casal, Maria Lima Dioguardi, vinda ao mundo de parto cesariana, no Rio de Janeiro.

## Filmografia

### Televisão
| Ano  | Título                             | Personagem                              | Notas                                    |
| ---- | ---------------------------------- | --------------------------------------- | ---------------------------------------- |
| 2002 | Malhação                           | Amiga de Nanda                          | Episódio: "12 de setembro"               |
| 2003 | Linha Direta                       | [ 14 ]                                  |                                          |
| 2004 | Cabocla                            | Zulmira de Oliveira Vieira Pires (Zuca) |                                          |
| 2006 | Clara e o Chuveiro do Tempo        | Lia                                     | Episódio: "1 de janeiro"                 |
| 2006 | Sinhá Moça                         | Juliana Castroneves                     |                                          |
| 2007 | Amazônia, de Galvez a Chico Mendes | Ilzamar Mendes (Ilza)                   | Episódios: "3–6 de abril"                |
| 2007 | Duas Caras                         | Luciana Alves Negroponte                |                                          |
| 2009 | Paraíso                            | Maria Rosa Almeida Villas (Rosinha)     |                                          |
| 2009 | Caras & Bocas                      | Miriam Barros                           | Episódios: "17 de dezembro–6 de janeiro" |
| 2011 | Autor por Autor                    | Moça Caetana                            | Episódio: "Ariano Suassuna"              |
| 2011 | Morde & Assopra                    | Celeste de Sousa Sampaio                |                                          |
| 2012 | Gabriela                           | Malvina Tavares                         |                                          |
| 2013 | Amor à Vida                        | Aline Noronha                           |                                          |
| 2014 | A Mulher da Sua Vida               | Fernanda                                | Episódio: "6 de abril"                   |
| 2014 | Império                            | Eliane Medeiros (jovem)                 | Episódios: "21–24 de julho"              |
| 2015 | A Regra do Jogo                    | Maria Vitória Noronha (Tóia)            |                                          |
| 2017 | Pega Pega                          | Antônia Almeida                         |                                          |
| 2018 | O Outro Lado do Paraíso            | Taís Ribeiro                            | Episódio: "11 de maio"                   |
| 2018 | O Sétimo Guardião                  | Stela Aranha                            |                                          |
| 2020 | Simples Assim                      | Grávida                                 | Episódio: "12 de dezembro"               |
| 2021 | Filhas de Eva                      | Cleópatra Ramos de Souza (Cléo)         |                                          |
| 2022 | Cara e Coragem                     | Ela mesma                               | Episódio: "11 de junho"                  |
| 2022 | Travessia                          | Leonor Alencastro Sampaio               |                                          |
| 2023 | Chuva Negra                        | Julie                                   |                                          |
| 2024 | O Jogo que Mudou a História        | Marta                                   |                                          |
| 2025 | Beleza Fatal                       | Cléonice Fernandes (Cléo)               | Episódios: "1–5"                         |
| 2025 | Vitória                            | Isabel Nobre                            | Antagonista - Novela da SIC              |

### Cinema
| Ano  | Título                 | Personagem    | Notas                             |
| ---- | ---------------------- | ------------- | --------------------------------- |
| 2006 | Canta Maria            | Maria         |                                   |
| 2007 | Os 12 Trabalhos        | Simone        |                                   |
| 2008 | A Ilha dos Escravos    | Maria         |                                   |
| 2009 | Jean Charles           | Vivian        |                                   |
| 2009 | O Menino da Porteira   | Juliana       |                                   |
| 2011 | A Novela das 8         | Amanda Lima   |                                   |
| 2011 | Gnomeu e Julieta       | Julieta       | Dublagem                          |
| 2013 | Solidões               | Mulher        |                                   |
| 2015 | Divã a 2               | Eduarda       |                                   |
| 2016 | Rodízio - O Filme      |               | Curta-metragem; Também roteirista |
| 2025 | MMA - Meu Melhor Amigo | Mariana       |                                   |
| 2025 | Fé para o Impossível   | Renee Murdoch |                                   |
| 2025 | Silvio Santos Vem Aí   |               |                                   |

### Videoclipe
| Ano  | Título             | Artista                      |
| ---- | ------------------ | ---------------------------- |
| 2021 | "Bring Me To Life" | Bruno Martini e David Hodges |

## Teatro
| Ano  | Título         | Personagem |
| ---- | -------------- | ---------- |
| 2002 | Valsa Número 6 | [ 13 ]     |

## Prêmios e indicações
| Ano  | Prêmio                             | Categoria                        | Trabalho        | Resultado |
| ---- | ---------------------------------- | -------------------------------- | --------------- | --------- |
| 2004 | Prêmio Qualidade Brasil            | Melhor Atriz Revelação           | Cabocla         | Venceu    |
| 2004 | Melhores do Ano                    | Melhor Atriz Revelação           | Cabocla         | Venceu    |
| 2004 | Prêmio Extra de Televisão          | Melhor Revelação                 | Cabocla         | Venceu    |
| 2004 | Troféu Leão Lobo                   | Atriz Revelação                  | Cabocla         | Venceu    |
| 2005 | Prêmio Contigo! de TV              | Revelação da TV                  | Cabocla         | Venceu    |
| 2005 | Prêmio Contigo! de TV              | Melhor Par Romântico             | Cabocla         | Indicada  |
| 2006 | Prêmio Contigo! de Cinema Nacional | Melhor Atriz                     | Canta Maria     | Indicada  |
| 2009 | Prêmio Contigo! de Cinema Nacional | Melhor Atriz                     | Jean Charles    | Indicada  |
| 2011 | Prêmio Extra de Televisão          | Melhor Atriz Coadjuvante         | Morde & Assopra | Indicada  |
| 2011 | Queer Lisboa                       | Melhor Atriz                     | A Novela das 8  | Venceu    |
| 2013 | Prêmio Contigo! de TV              | Melhor Atriz Coadjuvante         | Gabriela        | Indicado  |
| 2013 | Melhores do Ano                    | Melhor Atriz                     | Amor à Vida     | Indicada  |
| 2013 | Prêmio Extra de Televisão          | Melhor Atriz Coadjuvante         | Amor à Vida     | Indicada  |
| 2013 | Melhores do UOL e PopTevê          | Melhor Vilã                      | Amor à Vida     | Indicada  |
| 2013 | Melhores do Ano NaTelinha          | Melhor Ator ou Atriz Coadjuvante | Amor à Vida     | Indicada  |
| 2014 | Troféu Imprensa                    | Melhor Atriz                     | Amor à Vida     | Venceu    |
| 2014 | Troféu Internet                    | Melhor Atriz                     | Amor à Vida     | Indicada  |
| 2014 | Prêmio Contigo! de TV              | Melhor Atriz                     | Amor à Vida     | Venceu    |
| 2015 | Prêmio Extra de Televisão          | Melhor Atriz                     | A Regra do Jogo | Indicada  |
| 2015 | Troféu UOL TV e Famosos            | Melhor Atriz                     | A Regra do Jogo | Indicada  |